# Valea Ratei, Buzău
Valea Ratei (denumire oficială conform CJ Buzău; în trecut, Valea Raței, pronunțat în continuare astfel) este un sat în comuna Murgești din județul Buzău, Muntenia, România. Se află în nordul județului, în zona Subcarpaților de Curbură, în partea superioară a văii Câlnăului.